# Thereva krafti
Thereva krafti är en tvåvingeart som beskrevs av Holston och Irwin 2005. Thereva krafti ingår i släktet Thereva och familjen stilettflugor. Inga underarter finns listade i Catalogue of Life.